# Пески (Дмитровский городской округ)
Пески — деревня в Дмитровском районе Московской области, в составе Сельского поселения Габовское. Население — 5 чел. (2010). До 2006 года Пески входили в состав Каменского сельского округа.

## Расположение
Деревня расположена в юго-западной части района, у границы с Солнечногорским, примерно в 24 км на юго-запад от Дмитрова, на водоразделе реки Каменка (правый приток Волгуши) и её безымянного правого притока, высота центра над уровнем моря 255 м. Ближайшие населённые пункты менее, чем в 1 км — Федотово на восток и Редькино на юго-восток.

## Население
| 2002 | 2006 | 2010 |
| ---- | ---- | ---- |
| 0    | →0   | ↗5   |